# Richard Brodhead
Richard Brodhead (Lehman Township, 1811. január 5. – Easton, 1863. szeptember 16.) az Amerikai Egyesült Államok szenátora (Pennsylvania, 1851–1857).